# مگس‌گیرهای جنگلی
مگس‌گیرهای جنگلی (نام علمی: Fraseria) یک سرده از پرندگان گنجشک‌سان از تیرهٔ مگس‌گیران جهان قدیم (Muscicapidae) است که در جنوب صحرای آفریقا یافت می‌شود.
این سرده دارای هشت گونه است.